# Coupe des Carpates
La Coupe des Carpates (en polonais : Puchar Uzdrowisk Karpackich) est une course cycliste polonaise. Créée en 2002, elle fait partie de l'UCI Europe Tour depuis 2005, en catégorie 1.2.

## Palmarès
| Année | Vainqueur             | Deuxième           | Troisième            |
| ----- | --------------------- | ------------------ | -------------------- |
| 2002  | Tomasz Lisowicz       | Dariusz Skoczylas  | Zbigniew Wyrzykowski |
| 2003  | Ján Valach            | Roman Broniš       | Cezary Zamana        |
| 2004  | Arkadiusz Wojtas      | Marek Rutkiewicz   | Oleksandr Klymenko   |
| 2005  | Radosław Romanik      | Wojciech Pawlak    | Maroš Kováč          |
| 2006  | Roman Broniš          | Mart Ojavee        | Mariusz Witecki      |
| 2007  | Mateusz Mróz          | Kazimierz Stafiej  | Sergey Firsanov      |
| 2008  | Mariusz Witecki       | Dariusz Baranowski | Maroš Kováč          |
| 2009  | Mathias Belka         | Jacek Morajko      | Oleksandr Sheydyk    |
| 2010  | Marek Rutkiewicz      | Tomasz Marczyński  | Jacek Morajko        |
| 2011  | Jacek Morajko         | Marek Rutkiewicz   | Kristjan Fajt        |
| 2012  | Sylwester Janiszewski | Steffen Radochla   | Robert Radosz        |
| 2013  | Adrian Honkisz        | Karel Hník         | Jacek Morajko        |
| 2014  | Paweł Franczak        | Adam Stachowiak    | Oleksandr Prevar     |
| 2015  | Adrian Honkisz        | Roman Maikin       | Łukasz Owsian        |
| 2016  | Antonio Parrinello    | Peeter Pruus       | Michał Podlaski      |
| 2017  | Maciej Paterski       | Paweł Bernas       | Marek Rutkiewicz     |
| 2018  | Maciej Paterski       | Michał Podlaski    | Mateusz Grabis       |
| 2019  | John Mandrysch        | Patrik Tybor       | Siim Kiskonen        |